# Àlex Carbonell i Vallès
Àlex Carbonell i Vallès (Sant Cugat del Vallès, 15 de setembre de 1997) és un futbolista català que juga com a migcampista a la SD Amorebieta.

## Carrera de club
Nascut a Sant Cugat del Vallès, Carbonell va ingressar a La Masia el 2003 a sis anys d'edat. El 2011 va deixar el club per anar a la UE Cornellà, però hi va retornar el 2013.
El 29 d'agost de 2015, encara en edat juvenil, Carbonell va debutar amb el filial del Barça entrant com a suplent als darrers minuts en un empat 0–0 a casa contra el CF Pobla de Mafumet en partit de Segona Divisió B. El 21 de novembre de l'any següent, poc després d'haver estat promocionat al Barça B, va signar contracte per cinc anys amb el club.
Carbonell va debutar amb el primer equip el 30 de novembre de 2016, com a titular en un empat 1–1 a fora contra l'Hèrcules CF, en partit de la Copa del Rei. El següent 27 de juliol, va fitxar pel CF Reus Deportiu de Segona Divisió.
Carbonell va deixar el Reus el gener de 2019, després que l'equip fos exclòs de la LFP. El 31 de gener, va signar un contracte de curta durada pel Córdoba CF també de segona.
El març de 2019, Carbonell va signar amb el València CF, i fou assignat al València CF Mestalla per la temporada 2019–20. El 9 de juliol, va marxar a l'estranger cedit per un any al Fortuna Sittard de l'Eredivisie. La temporada 2021-22 va fitxar pel RC Celta B i es va convertir en una peça clau de l'equip disputant 34 partits a la Primera RFEF.
El juliol de 2022 va fitxar per una temporada pel FC Barcelona B, iniciant així la seva tercera etapa al Barça.
El 13 de juliol de 2023, Carbonell va acceptar un contracte amb la SD Amorebieta, acabada d'ascendir a la segona divisió.